# Windom (Kansas)
Windom es una ciudad ubicada en el condado de McPherson en el estado estadounidense de Kansas. En el año 2010 tenía una población de 130 habitantes y una densidad poblacional de 251 personas por km².

## Geografía
Windom se encuentra ubicada en las coordenadas 38°22′59″N 97°54′34″O / 38.38306, -97.90944.

## Demografía
Según la Oficina del Censo en 2000 los ingresos medios por hogar en la localidad eran de $35,833 y los ingresos medios por familia eran $38,125. Los hombres tenían unos ingresos medios de $31,875 frente a los $18,750 para las mujeres. La renta per cápita para la localidad era de $17,240. Alrededor del 11.1% de la población estaban por debajo del umbral de pobreza.